# Liste der Monuments historiques in Saint-André-de-Lidon
Die Liste der Monuments historiques in Saint-André-de-Lidon führt die Monuments historiques in der französischen Gemeinde Saint-André-de-Lidon auf.

## Liste der Bauwerke
| Bezeichnung     | Beschreibung              | Standort | Kennzeichnung | Schutzstatus | Datum | Bild           |
| --------------- | ------------------------- | -------- | ------------- | ------------ | ----- | -------------- |
| Kirche St-André | Erbaut im 12. Jahrhundert | (Lage)   | PA00105159    | Classé       | 1943  | weitere Bilder |

## Liste der Objekte
| Bezeichnung | Beschreibung          | Standort                      | Kennzeichnung | Schutzstatus | Datum | Bild |
| ----------- | --------------------- | ----------------------------- | ------------- | ------------ | ----- | ---- |
| Glocke      | Bronze, 1774 gegossen | in der Kirche St-André (Lage) | PM17000360    | Classé       | 1942  |      |